# Магальяйнс-Барата

Магальяйнс-Барата на карте штата.

Магальяйнс-Барата (порт. Magalhães Barata) — муниципалитет в Бразилии, входит в штат Пара. Составная часть мезорегиона Северо-восток штата Пара. Входит в экономико-статистический микрорегион Салгаду. Население составляет 8115 человек на 2010 год. Занимает площадь 325,265 км². Плотность населения — 24,95 чел./км².

## Демография
Согласно сведениям, собранным в ходе переписи 2010 г. Национальным институтом географии и статистики (IBGE), население муниципалитета составляет:
| Полное население                               | Полное население                               | Полное население                               | Полное население                               | 8115  |
| ---------------------------------------------- | ---------------------------------------------- | ---------------------------------------------- | ---------------------------------------------- | ----- |
| в том числе:                                   | Городское население                            | 3795                                           | Процент городского населения, %                | 46,77 |
|                                                | Сельское население                             | 4320                                           | Процент сельского населения, %                 | 53,23 |
|                                                | Мужское население                              | 4258                                           | Процент мужского населения, %                  | 52,47 |
|                                                | Женское население                              | 3857                                           | Процент женского населения, %                  | 47,53 |
| Плотность населения, чел/км²                   | Плотность населения, чел/км²                   | Плотность населения, чел/км²                   | Плотность населения, чел/км²                   | 24,95 |
| Население муниципалитета в % к населению штата | Население муниципалитета в % к населению штата | Население муниципалитета в % к населению штата | Население муниципалитета в % к населению штата | 0,11  |

По данным оценки 2015 года, население муниципалитета составляет 8279 жителей.

## Статистика
- Валовой внутренний продукт на 2003 год составляет 11 731 574,00 реалов (данные: Бразильский институт географии и статистики).
- Валовой внутренний продукт на душу населения на 2003 год составляет 1496,76 реалов (данные: Бразильский институт географии и статистики).
- Индекс развития человеческого потенциала на 2000 год составляет 0,671 (данные: Программа развития ООН).

## Административное деление
Муниципалитет состоит из 2 дистриктов:
| № | Наименование дистрикта | Наименование дистрикта (порт.) | Территория, км² | Население, чел.(2010) | Население, чел.(2010) | Население, чел.(2010) | Плотность, чел./км² | Код дистрикта |
| № | Наименование дистрикта | Наименование дистрикта (порт.) | Территория, км² | всего                 | городское             | сельское              | Плотность, чел./км² | Код дистрикта |
| 1 | Магальяйнс-Барата      | Magalhães Barata               | 228,59          | 5374                  | 2616                  | 2758                  | 23,51               | 150410905     |
| 2 | Кафезал                | Cafezal                        | 96,67           | 2741                  | 1179                  | 1562                  | 28,35               | 150410910     |

## Важнейшие населенные пункты
| № | Населённый пункт  | Населённый пункт (порт.) | Категория | Население чел. (2010) | На карте                       |
| - | ----------------- | ------------------------ | --------- | --------------------- | ------------------------------ |
| 1 | Магальяйнс-Барата | Magalhães Barata         | город     | 2616                  | 0°47′53″ ю. ш. 47°36′07″ з. д. |
| 2 | Кафезал           | Cafezal                  | поселок   | 1179                  | 0°44′38″ ю. ш. 47°40′29″ з. д. |
| 3 | Эркулину-Бентис   | Herculino Bentes         | поселок   | 503                   | 0°48′31″ ю. ш. 47°38′53″ з. д. |
| 4 | Бразил-Нову       | Brasil Novo              | поселок   | 477                   | 0°49′51″ ю. ш. 47°33′58″ з. д. |
| 5 | Санту-Антониу     | Santo Antônio            | поселок   | 356                   | 0°46′59″ ю. ш. 47°37′19″ з. д. |
| 6 | Назаре-ду-Фужиду  | Nazaré do Fugido         | поселок   | 350                   | 0°52′58″ ю. ш. 47°35′15″ з. д. |